# Вавилон'13
«Вавилон'13» — неформальне кінооб'єднання з виробництва короткометражного та повнометражного українського документального кіно, до якого входив цілий ряд відомих українських режисерів та операторів. «Вавилон'13» розпочав свою діяльність коротким відео: «Prologue», що було записано на Михайлівській площі 30 листопада 2013 року. Згодом кінооб'єдання створило низку повнометражних документальних фільмів, а пізніше відгалуженням кінооб'єднання стали роботи циклу документальних фільмів «Зима, що нас змінила» та «Наша Надія».
Кінооб'єднання засновано у 2013 році.

## Маніфест
Українська кіноспільнота не могла лишитися осторонь подій, які зараз відбуваються в Україні.
Найголовніше наше завдання — показати народження й перші рішучі кроки громадянського суспільства, адже останні актуальні події в країні свідчать передусім про формування в українців нової громадянської свідомості, в осерді якої — самоорганізація, солідарність та відстоювання природних людських прав.
Рушієм новітнього громадянського суспільства є покоління, сформоване за часів Незалежності. Воно генерує важливі ідеї. Але тих людей, що готові ці ідеї втілити в життя, наразі недостатньо. Потрібно ширити це коло, й тоді ми зможемо впевнити більшість українців, що прийшла пора розпочинати масштабні суспільні реформи.
Так у ВАВИЛОНІ'13 нас об'єднало переконання — через документальне кіно можна змінювати уявлення людей про навколишню дійсність та стан речей.
Закликаємо всіх небайдужих підтримати нашу ініціативу й на безкоштовних засадах поширювати це відео всіма можливими засобами, не змінюючи його змісту та форми.

## Перелік стрічок проекту

### 2013 рік

#### Листопад
- Пролог/Prologue — 30 листопада 2013-го.

#### Грудень
- Перші моменти штурму КМДА/The first moments of the assault on Kyiv city hall a — 1 грудня 2013-го.
- Йолка. Агонія/Assault on the Christmas tree in the central square of Kyiv — 3 грудня 2013-го.
- Ченці вийшли підтримати Майдан/Monks support Maidan with a song — 3 грудня 2013-го.
- Протистояння/Confrontation — 4 грудня 2013-го.
- Аділь з Криму вже третій день готує плов на Майдані — 4 грудня 2013-го.
- d-moll in kyiv city hall/d-moll у київській мерії — 4 грудня 2013-го.
- Майдан співає гімн України/Anthem of Ukraine on Maidan — 4 грудня 2013-го.
- Гудаки піснею пробивають сталеву стіну/Gudaky sing a song in front of steel faces — 4 грудня 2013-го.
- Drums of freedom/Барабани свободи — 4 грудня 2013-го.
- Дизайн та громадянський протест/Design and civil protest at Maidan — 5 грудня 2013-го.
- Мрії й Дії/Dreams and Actions — 5 грудня 2013-го.
- Майданівці рятують голуба/Protesters are saving a dove on Maidan — 5 грудня 2013-го.
- Народний регулювальник/Occasional traffic-controller — 5 грудня 2013-го.
- НЕ БЫЦЬ СКОТАМ/NOT TO BE SHEEPLE — 9 грудня 2013-го.
- ВАРТА/NIGHT WATCH — 9 грудня 2013-го.
- Афганці з народом/Afghanistan veterans are with the people — 9 грудня 2013-го.
- Гімн. Особисто/Personal Anthem — 9 грудня 2013-го.
- День прав людини/Human Rights Day teaser — 10 грудня 2013-го.
- ЛЮБОВ/LOVE — 11 грудня 2013-го.
- Посередник/Mediator — 11 грудня 2013-го.
- Сором/Shame — 13 грудня 2013-го.
- Ми є/We are — 14 грудня 2013-го.
- Ялинка/Christmas Tree — 16 грудня 2013-го.
- Перед штурмом/Before the assault — 16 грудня 2013-го.
- Сторонній/The Stranger — 17 грудня 2013-го.
- Чисті/The Clean — 18 грудня 2013-го.
- Гідність/Dignity — 19 грудня 2013-го.
- Святкова/Holidays — 20 грудня 2013-го.
- Історії Майдану/Максим. Між беркутом та людьми — 21 грудня 2013-го.
- Прапор/The Flag — 24 грудня 2013-го.
- Київ, вставай!/Kyiv, stand up! — 25 грудня 2013-го.
- Культурно-пропускний пункт/Cultural-checkpoint — 25 грудня 2013-го.
- Донецька хода/The Donetsk March — 25 грудня 2013-го.
- Хороший, Поганий, Злий/ he Good, The Bad and The Ugly — 30 грудня 2013-го.

### 2014 рік

#### Січень
- Стовпи/Pillars — 8 січня 2014-го.
- Козацькі тулумбаси/Cossack «Tulumbasy» Drums — 9 січня 2014-го.
- Дрова революції/The Firewood Revolution — 10 січня 2014-го.
- /Liberty or Death — 11 січня 2014-го.
- Після бійки/After the Fight — 12 січня 2014-го.
- Батьківська хата/My father's home — 13 січня 2014-го.
- Той, хто зрізає прапори/The flag cutter — 14 січня 2014-го.
- Українське танго «Маски зірвано»/Ukrainian tango «Take the varnish off» — 16 січня 2014-го.
- Янгол/Angel — 17 січня 2014-го.
- Без лідерів/Without Leaders — 18 січня 2014-го.
- Бій на Грушевського #1/Battle on Hrushevskoho Street #1 — 19 січня 2014-го.
- Бій на Грушевського #2/Battle on Hrushevskoho Street #2 — 19 січня 2014-го.
- Бій на Грушевського #3 «Палає»/Battle on Hrushevskoho Street #3 «Burning» — 19 січня 2014-го.
- Бій на Грушевського #4 «Соло»/Battle in Grushevskogo str #4 «Solo» — 19 січня 2014-го.
- Бій на Грушевського #5 «Кулі»/Battle in Grushevskogo str #5 «Bullets» — 20 січня 2014-го.
- Бій на Грушевського #6/Battle on Hrushevskoho Street #6 — 20 січня 2014-го.
- Бій на Грушевського #7/ «Коктейль Грушевського»/Hrushevskyi Street Cocktail #7 — 20 січня 2014-го.
- Бій на Грушевського #8/Battle on Hrushevskoho Street #8 — 20 січня 2014-го.
- Бій на Грушевського #9 «Зброя»/Battle on Hrushevskoho Street #9 «Weapon» — 20 січня 2014-го.
- Студенти. Коридор/Students. Corridor — 20 січня 2014-го.
- Після бою/After the battle — 21 січня 2014-го.
- Звернення до народу/President's speech — 21 січня 2014-го.
- 23 січня 2014/23 january 2014 — 23 січня 2014-го.
- Галас/Noise — 24 січня 2014-го.
- Перемир'я (фільм)|Перемир'я/Armistice — 24 січня 2014-го.
- Громадянин (фільм, 2013)|Громадянин/The Citizen — 25 січня 2014-го.
- У пеклі/In Hell — 25 січня 2014-го.
- Обличчя/Faces — 26 січня 2014-го.
- Панахида/Requiem — 26 січня 2014-го.
- Підпілля/Underground — 28 січня 2014-го.
- Заборонене кіно/Forbidden movie — 28 січня 2014-го.

#### Лютий
- Ой ви, хлопці, швидше-швидше/Hey boys please go faster! — 4 лютого 2014-го.
- Герніка/Guernica — 5 лютого 2014-го.
- Чесне слово/Honor bright — 7 лютого 2014-го.
- Молитва/A Prayer — 9 лютого 2014-го.
- Екскурсія/Excursion — 12 лютого 2014-го.
- Щоб ніхто не лишався сам/Leave no man behind — 12 лютого 2014-го.
- Час та натхнення/Time & Inspiration — 13 лютого 2014-го.
- Мишко/Myshko — 18 лютого 2014-го.
- Бруківка за бруківкою/Brick by brick — 18 лютого 2014-го.
- Героям слава/To the Heroes Glory — 19 лютого 2014-го.
- Українці/Ukrainians — 20 лютого 2014-го.
- Терористи/Terrorists — 20 лютого 2014-го.
- В облозі/Under siege — 20 лютого 2014-го.
- Жінки/Women — 20 лютого 2014-го.
- Монолог/Monologue — 20 лютого 2014 року.
- Культурна акція/Cultural Action — 21 лютого 2014-го.
- Заповіт/The Testament — 23 лютого 2014-го.
- Тут був беркут/«Berkut» was here — 24 лютого 2014-го.
- Попіл/Ashes — 24 лютого 2014-го.
- Минуле/The Past — 28 лютого 2014-го.

#### Березень
- Блокпост/Roadblock — 1 березня 2014-го.
- Говорить «Правий сектор»/The «Right Sector» Speaks — 1 березня 2014-го.
- Крим. Балаклава. Захоплення бази прикордонників — 1 березня 2014-го.
- Брати/Brothers — 1 березня 2014-го.
- Потреба/The Need — 3 березня 2014-го.
- Камуфляж/Camouflage — 3 березня 2014-го.
- Інший Донецьк. Ізоляція/The other Donetsk. Izolyatsia (Isolation) — 5 березня 2014-го.
- «Зєльониє чєловєчкі»/«Little green men» — 8 березня 2014-го.
- Сніданок/The breakfast — 9 березня 2014-го.
- Повернення/«The returner» — 16 березня 2014 року у Сімферополі.
- Україна з вами/Ukraine with you — 22 березня 2014 року, Донузлав.
- Останнє попередження/The last warning — 27 березня 2014 року, Київ.

#### Квітень
- Про гостей/About guests — 12 квітня 2014 року, Сумщина.
- Садівник/The Gardener — 15 квітня 2014 року, Київ.
- Бельбек. Як це було/Belbek. As it was — 25 квітня 2014 року.

#### Травень
- Свято/The Holiday — 9 травня 2014 року.
- Пистолет/The gun — 10 травня 2014 року.
- Армія SOS/SOS Army — 15 травня 2014 року.
- Мобілізовані/The Mobilized — 23 травня 2014 року.
- Викрадені/Kidnapped — 28 травня 2014 року.

#### Червень
- Богдан/Bogdan — 1 червня 2014 року.
- Люди Війни/Men of War — 5 червня 2014 року.
- Слов'янськ. Передчуття/Sloviansk. Presentiment — 7 червня 2014 року.
- Батальйон Дніпро. Добровольці/Battalion Dnipro. Volunteers — 9 червня 2014 року.
- ІЗОЛЯЦІЯ/IZOLYATSIA — 10 червня 2014 року.
- Жінки війни/Women of War — 16 червня 2014 року.
- сховище/shelter — 17 червня 2014 року.
- красивая/beautiful — 18 червня 2014 року.
- Новобранці/The Recruits — 20 червня 2014 року.
- Maidan Medic/Медики майдану — 23 червня 2014 року.
- Talisman/Талісман — 24 червня 2014 року.
- Maidan standing Майдан стоїть — 25 червня 2014 року.
- Why Am I Here?/Чому я тут? — 28 червня 2014 року.
- At The Military Grounds/На Плацу — 29 червня 2014 року.

#### Липень
- Manifesto/Маніфест/Манифест — 14 липня 2014 року.
- Avengers/Карателі/Каратели — 17 липня 2014 року.

#### Серпень
- Donbas. Ice cream/Донбас. Морозиво/Донбасс. Мороженое — 3 серпня 2014 року.
- Able Hands/Умілі Руки/Умелые руки — 20 серпня 2014 року.
- Letter to the Tzar/Лист до Царя/Письмо к Царю — 29 серпня 2014 року.

#### Вересень
- Headquarters of National Resistance/Штаб Національного Спротиву/Штаб Национального Сопротивления — 1 вересня 2014 року.
- All Will Be Well/Все буде добре/Всё будет хорошо — 16 вересня 2014 року.
- Sloviansk.Checkpoint/Слов'янськ. Блокпост/Славянск. Блокпост — 24 вересня 2014 року.
- War and Peace/Війна і мир/Война и мир — 27 вересня 2014 року.
- My land/Мій Край/Мой Край — 29 вересня 2014 року.

#### Жовтень
- Benefit From Separatists/Користь від сепаратистів/Польза от сепаратистов — 2 жовтня 2014 року.
- To Exist/Жити/Жить — 7 жовтня 2014 року.
- Commander/Комбат — 13 жовтня 2014 року.
- To Stay Alive/Залишитися Живим/Остаться в живых — 23 жовтня 2014 року.
- Airport. Right Sector/Аеропорт. Правий Сектор/Аэропорт. Правый Сектор — 27 жовтня 2014 року.

#### Листопад
- Сильніше, ніж зброя/Сильнее, чем оружие/Stronger than Arms — 15 листопала 2014 року.
- Deposed Lenin Square/Площа поваленого Леніна/Площадь поваленного Ленина — 17 листопала 2014 року.

#### Грудень
- Сильніше ніж зброя в Києві/Сильнее чем оружие в Киеве/Stronger than Arms in Kyiv — 1 грудня 2014 року.
- Interrogation/Допит/Допрос — 10 грудня 2014 року.
- Привітання — 28 грудня 2014 року.
- Crimean/Кримчанин/Крымчанин — 29 грудня 2014 року.
- New Year/Новий Рік/Новый Год — 31 грудня 2014 року.

### 2015 рік

#### Січень
- Rehabilitation/Реабілітація/Реабилитация — 2 січня 2015 року.
- O Canada!/Ô Canada!/О Канада! — 5 січня 2015 року.

Серпень
- Жовті Води / The city of Zhovti Vody / Жёлтые Воды — 2 серпня 2015 року.

### Зима, що нас змінила
- Небесна сотня
- Перша смерть
- Коктейлі Грушевського
- Межигір'я. Батіна хата
- Самооборона
- Пожежа у Будинку Профспілок
- Автомайдан

## Нагороди
- «Скіфський олень» за внесок в українське кіномистецтво під час урочистої церемонії відкриття 44-го міжнародного кінофестивалю «Молодість».